# Línea T3 (Canelones)
La línea T3 es una línea urbana de Canelones une la ciudad de Pando con Barros Blancos.

## Historia
Anterior al año 2020 su denominación era L3, la cual cambio a raíz de la reestructura del STM. En algunos coches, sobre todo aquellos que no poseen le tecnología digital y que utilizan el identificador del destino manual (a "rollo") aún conserva la antigua  denominación.

## Recorrido
| Partida (Barrio Estadio) - Hamilton Mazzuchi (Calle 5) - Av. Peluffo - Vicente Gorostiaga - Iturria - Wilson Ferreira Aldunate - Ruta 8 - Canelones - Cno. Bertolotti - Cno. Banoli - La Iliada - Cno. Vega Helguera - Ruta 8 - Cno. El Gallo - Bulevar Artigas - Ruta 8 - Don Ramón - José G. Artigas - 18 de Julio - José Pedro Varela - Ruta 74 - Baltasar - Gaspar - Torres García - Los Sauces - Los Pinos - Los Ombúes - Laureles - Los Naranjales - Tomás Berreta - Torres García - Elías Régules - kilómetro 22 de la Ruta 8. | Retorno (Barros Blancos) - Ruta 8 - Cno. Los Aromos - Democracia - José María García - Toledo - Canelones - Cno. Ventura - Canelones - Rocha - República - Francisco Core - Chuy - Cno. El Gallo - Los Cardos - Ruta 101 - Ruta 8 - Francisco Menezes - Dr. César Piovene - Gorostiaga - Av. Héctor Peluffo - Calle 5 (H. Mazzuchi) |

### Destinos intermedios
- Pando
- Cno. Ventura

## Barrios
La línea T3 circula por los barrios Estadio; Barrio Jardín; Centro de Pando y la ciudad de Barros Blancos, en su larga extensión.